# Јелашничка клисура
Јелашничка клисура је део речне долине Јелашничке реке настала интензивним вертикалним усецањем њеног воденог тока у кречњачку стенску масу, западних огранака Суве планине. Налази се у градској општини Нишка Бања на подручју града Ниша у Нишавском управном округу, између насеља Јелашница (северно) и насеља Чукљеник (јужно). Удаљена је 14 km источно од Ниша и 3 km од Нишке Бање. Дуга је око 2 km, а широка свега 30 m. Она спаја Нишку котлину са насељима и туристичком дестинацијом Бојанине воде на северозападним обронцима Суве планине.
Јелашничка клисура од 1995. има статус „Парк природе I категорије заштите“, као природно добро Републике Србије од изузетног значаја, у циљу очувања природних вредности и ендемских и субендемских врста биљака, које су ту пронађене.

## Статус
Јелашничка клисура је проглашена за „Парк природе I категорије заштите“, у складу са Законом о заштити природе Републике Србије, због живописних предела, очуваних геоморфолошких особина и природних вредности са претежно очуваним природним екосистемима и јединственом флором и фауном. Стављена је под заштиту првенствено ради очувања станишта природних реткости, ендемо-реликтних врста српске рамондије (Ramonda serbica, Ramonda nathaliae), 39 мезијских, 20 балканских и 6 илирских ендема и субендема али и очувања богате и разноврсне морфолошке орнаментике Јелашничке реке.
Као заштићено подручје са значајним еколошким и културним добрима, подручје Јелашничке клисуре намењено је очувању укупне геолошке, биолошке и предеоне разноврсности Србије, и задовољењу научних, образовних, духовних, естетских, културних, туристичких, здравствено-рекреативних потреба и осталих делатности усклађених са традиционалним начином живота и начелима одрживог развоја.

## Положај и пространство
Јелашничка клисура се налази на југоистоку Србије, поред магистралног правца Београд—Ниш—Софија—Истанбул (или нишавско-маричке магистрале), удаљена 3 km од Нишке Бање, 14 km од Ниша и 253 km од Београда.
Главном путном комуникацијом, од Београда до Софије Јелашничкој клисури се могло приступити још од римског доба, из Нишке котлине (са запада) и Куновичке површи и Сићевачке клисуре (са истока), трима паралелним путевима из различитих историјских раздобља; Вија милитарисом у доба Римљана, Цариградским друмом у доба Османског царства, магистралним путем Е-80, источни крак Коридора 10 у 21. веку.
У време турске владавине поред две паралелне трасе Цариградског друма и римског Вија милитарис, Турци су користили још један, који су сами изградили, можда већ крајем 15. века? Он је био знатно краћи и лакши од тадашњег средњовековног. Од Ниша је, као и сви дотадашњи путеви, ишао до Нишке Бање где се одвајао код Ветарника у атару Јелашнице и прелазио изнад Јелашничке клисуре, а затим силазио у Чукљеник, да би се код Горње Студене спојио са средњевековним.
Главни прилазни правци којима се данас приступа подручју Јелашничке клисуре јесу:
- Градска општина Нишка Бања, правац Јелашница—Чукљеник—Доња и Горња Студена—Бојанине воде.
- Државни пут I реда бр.1.12 (Ниш-Пирот), правац Просек—Јелашница—Чукљеник—Доња и Горња Студена—Бојанине воде.
- Магистралним пут Е-80, источни крак Коридора 10 (Ниш-Софија), чија је изградња започета 2012. и који ће бити у функцији с краја 2014, правац Ниш—Јелашница—Чукљеник—Доња и Горња Студена—Бојанине воде.

Јелашничка клисура лежи на геотектонској граници кристаласте родопске масе и кречњачких планина источне Србије, и споју великих удолина Балканског полуострва на југоисточном ободу простране и плитке нишке котлине, у подножју и на падинама северозападног огранка Суве планине (1.810 m), у северозападном подножју Црног камена (867 m), једног од њених врхова.
Површина простора на коме је смештена Јелашничка клисура износи 115,73 хектара, од чега је 20,50 хектара у приватној својини, 57,29 хектара у државној и 37,94 хектара у друштвеној својини. Овај простор граничи се са КО Чукљеник са јужне и источне стране и КО Јелашница са западне и северне стране.

## Природне одлике
, На југоисточном ободу Нишке котлине, на коме централно место припада северозападним падинама Суве планине, тектонска изломљеност терена омогућила је интензиван процес красификације кречњачке масе. У вишим партијама кречњаци садрже све, како површинске тако и подземне морфолошки развијене облике краса.
На северозападном ободу Суве планине између Куновичке површи (са истока) и источних падина Коритњака (са запада) пружа се претежно посебна морфотектонска и предеона целина и у коју је усечена Јелашничка клисура Јелешничке реке. Између Јелашнице и Чукљеника у бречастим валендинским кречњацима и црвеним пермским пешчарима у подини, Јелашничка река је усекла дубоку и живописну клисуру, којом је остварена тектонска композитност долине и истовремено њом су одвојени атари села Јелашница и Чикљеник.
На њеним стрмим странама, богата морфолошка орнаментика распоређена је по одсецима који су „степенасто распоређени и воденом ерозијом разбијени на стеновите ртове, усамљене зупце, платна и стубове,“ што овој клисури даје веома атрактиван изглед.
Изглед клисуре је допуњен и специфичним облицима крашке ерозије: доломитским стубовима, поткапинама, чучавцима и прозорцима, шупљинама и кавернама. Величином, лепотом и бизарношћу свога положаја посебно се истичу прозорци „Купина“ и „Свети Илија“ и неколико поткапина, у доломитском кречњаку, који се лако распада и пун је пукотина. Две од њих имају имена: једна се зове „Латинска Црква“, а друга „Скривница“, која је на високом одсеку, и тешко је приступачна.
У поткапини код монолитне стене у средњем делу клисуре евидентиране су две мање пећине, једна поред стене а једна иза ње (Јелашница 2). Пећина код стене (Јелашница 2) налази се десетак метара изнад Јелашничке реке. Садржи два удубљења, једно иза стене а друго поред ње. Удубљења се јављају у зиду стеновитог одсека, иза високе монолитне стене. Пећина иза стене има мали отвор (ширине 1,6 m, висине 1,2 m) окренут ка југу. Пећина је дубока 3,5 m, а широка 1,6 m. У унутрашњости се јавља смеђи алеврит са дробином, у коме су трагачи за благом ископали јаму пречника и дубине око 80 cm. Удубљење поред стене је веће. Његов улаз је широк 3,5 m висок 2 m и окренут ка западу. Пећина је дубока 8 m. У основи се јавља смеђи алеврит са дробином. Испред улаза, зид пећине је закривљен тако да објекат има одлике плитке поткапине.
У непосредној близини поткапине, код монолитне стене, на нешто већој висини, констатована је још једна, већа и дубља поткапина (Јелашница 3). У тој поткапини седимент се очувао само на улазу, док се у дну на површини тла јавља стеновита подлога.
У непосредној близини поткапине, на нешто већој висини, констатована је још једна, већа и дубља поткапина (Јелашница 3). Нажалост, у тој поткапи-ни седимент се очувао само на улазу, док се у дну на површини тла јавља стеновита подлога.
У средњем делу клисуре, али на левој обали реке, 2016. године регистроване су две мање поткапине, које су готово потпуно уништили трагачи за благом (Јелашница 4 и 5). Одбачени седимент је садржао велику количину праисторијске керамике. Обе поткапине би требало сондажно испитати, уколико је било шта преостало од културног слоја
Поред разноликих облика еродивни процеси у стенама Јелашничкој клисуре створили су и интересантан водопад познат под називом „Рипаљка“, који у летњем периоду често остаје без воде.
Цео ток Јелашничке реке, заједно са живописном Јелашничком клисуром, су тектонски предиспонирани. На том простору су локални базени, јелашнички и студенски Јелашничком клисуром као морфолошком споном повезани и одвојени.
Јелашничка клисура је дуга 2 km, почев од Чукљеника па до моста низводно на улазу у Јелашницу са јужне стране. Њена највећа ширина износи само 30 m. Толико је уска да јој се вертикални одсеци на једном месту између Здравачког камена и Грђеница примичу на само 7 до 8 m, што је посебан природни раритет у Србији. Највећа надморска висина—дубина, клисуре износи 580 m (Радовански камен или Радов камен), а најмања висина—дубина је 293 m.
{{цитат2|Због ових одлика она спада међу најлепше и најромантичније клисуре у југоисточној Србији. Неки истраживачи сматрају да је некада представљала јединствену али разгранату пећину кроз коју је протицала Јелашничка река.
| Видео':Природне лепоте земље Србије, Јелашничка клисура. 4 |
| ---------------------------------------------------------- |

## Геолошке и геоморфолошке карактеристике
Геолошко-морфолошка разноврсност је једна од основних карактеристика подручја Јелашничке клисуре. Подручје клисуре је контролисано раседом пружања северозапад—југоисток. На Јелашничком раседу настала је клисура и једним делом Нишка Бања.
Јелашничка клисура је, морфолошки гледано јединствена, полигенетска и композитна, 2 km дуга, пробојница Јелашничке реке, тектонски предиспонирана, настала на језерском поду (дно плиоценског језера) одакле је почело њено кањонско усецање у источне падине Суве планине (293-580 m).
Најстарија прошлост Јелашничка клисура везана је за горњи палеозоик (перм), када је овај простор налазио на дну океана (Тетиса) и када се дешавала Херцинска орогенеза. Тада су настале геолошке јединице које представљају водонопрестиву зону клисуре, и чине подину кречњака.
У току мезозоика, пре минимално 240 милиона година, на простору Јелешничке клисуре постојало је море, на чијем су се дну таложили различити седименти (дебели слојеви кречњака који данас представљају главну кречњачку масу клисуре). Кречњачки терен, у више него двотрећинском износу прекрива Јелашничку клисуру и одликује се појавом крашких облика рељефа. На северу и истоку преовлађујућу масу стена чине мезозојски кречњаци, а на западу преовлађују метаморфне стене.
Издизањем некадашњег морског дна, пре око 70 милиона година, настао је иницијални рељеф, у који је почео да се усеца речни систем будуће Јелашничке реке. Поједини елементи рељефа представљају природне лепоте и реткости овог подручја, међу којима су најзначајније „Прозорац“ у Јелашничкој клисури и делувијални облици у Јелашници.
Унутар миоцена, на граници доњег и средњег миоцена, на Балканском полуострву, Карпати су се интензивно савијали, када је Афрички континент притискао Европски са југа, да би се мало касније Европа опирала у простору италијанске чизме. Простор Србије се тада интензивно тресао. Земљотреси су били катастрофални и било их је на границама појединих геолошких појасева. У Србији су најбоље проучени у њеном источном делу, на коме се налази и Јелашничка клисура, која се детаљно картира од 1958.
Значајна тектонска активност, праћена снажним земљотресима, променила је рељеф Карпатског лука у источној Србији. Тако је било и на граници између кристаластог језгра Балканског полуострва Српско-македонске масе (Родопски планиски систем) - и Карпато-балканида источне Србије. Ове активности праћене одломљеним громадама а између њих комадима мањих комада истородних стена могу се посматрати на Врланском хуму, код Свилајнца, и у Јелашничкој клисури. Наведена подручја су проучени током истраживања подручја са мрким угљем који се налази испод њих.
Поред разломљеног стења, на главним тектонским линијама притисци су деформисали управо исталожено доњемиоценске слојева, а угаљ који се у њима налази претворили од лигнита у мрки угаљ.
У Јелашничкој клисури, „Лужничку зону пресеца и деформише један дубравски расед дуж кога су доведени у тектонски контакт седименти различите старости.“ Покрети издизања планина, укључив Суву планину, у чијем подножју је Јелашничка клисура, уз истовремено спуштање међупланинских потолина достигли су максимум. Таде се највећим делом и формирао данашњи структурни склоп Јелашничке клисуре. О снажним манифестацијама ове интрамиоценске фазе сведочи поремећеност горњеолигоценских седимената "Бабушничког рова" а нарочито Јелашничка тектонска крпа са титонским кречњацима навученим на доњомиоценске угљоносну "јелашничку серију“.
Каснија тектонска активност довела је до разламања делова јурске (титонске) крпе, у виду стубова који су данас једна од главних карактеристика парка природе у Јелашничкој клисури.

### Сеизмолошке карактеристике
У сеизмололошком погледу територија Јелашничке клисуре, као и територија Суве планине у чијем се подножју она налази, спада у ред трусних области на подручју Србије. Овај део Балканског полуострва је део сеизмички веома активног подручја у области Медитеранско-трансазијског сеизмичког појаса. У сложеним раседним зонама под сувопланинским ободом и на простору Јелашничке и Сићевачке клисуре и Нишке Бање повремено је изражена неотектонска активност. Она се манифестује у сеизмичким појавама са утицајима потреса на хидролошке карактеристике подземних и површинских вода и морфолошким променама рељефа. На разарање Јелашничке клисуре и њена насеља у околини у другој половини 19. века, утицало је чак 17 земљотреса (1851, 1855, 1858. и 1866).
Свакодневну егзистенцију простора Јелашничке клисуре понекад је прилично реметио и „наставак” сеизмолошких активности. Исте су била с различитим интензитетом, готово у непрекидном низу година, посебно везано за следећа два уочљива периода од средине седме па до средине девете деценије 19. века. Јачи земљотреси су забележени 1867, 1868, 1869, 1870, 1871. и 1872, као и 1876, 1878, 1879, 1881, 1883, 1885. и 1886. године. И они су, као и претходни, свакако „оставили” незнатне или упадљиве последице на географију Јелашничке клисуре, Нишке Бање и Нишке котлине у целини.
На сеизмолошкој карти хазарда региона, Јелашничка клисура као и подручје Суве планине у целини (РСЗ 2010) за повратни период од 500 година налази се у зони VIIIº МСК скале.

## Воде и водно земљиште
Сува планина у чијем подножју се налази Јелашничка клисура је сиромашна водом, због пропустљивости кречњака, кроз чије пукотине падавине пониру до вододржљивих слојева. Зато су извор и речни токови који стварају Јелашничку реку ограничени на подножје Суве планине.
Слив Јелашничке реке усечен је у кречњак Суве Планине. Речна долина изграђена је у уској кречњачкој зони, која је испуњена неогеним седиментима. На преласку кречњака у вододржљиве стене (махом црвени пешчари) вода избија на пар места у облику мање-више снажних врела, која су распоређена дуж обода Јелашничке клисуре. Међу већима извориштима су неколико врела, са издашношћу од 220 до 340 l/s, у Горњој и Доњој Студени, који су каптирани и користе се за водоснабдевање Нишавског регионалног подсистема. Вода из Студене је стандардно високог и поузданог квалитета и непосредно снабдева водом за пиће насеља: Горњу и Доњу Студену, Чукљеник, Јелашницу, Просек, Нишку Бању и Ниша.
Вода у сливу Јелашничке реке је хидрокарбонатно-калцијумског типа. Концентрације SO42- јона су у распону 15–35 mg/l, а SiO2 10–30 mg/l. При томе, свега четири јона: Ca2+, Mg2+, HCO3- и Cl-, чине 95% сувог остатка вода у сливу Јелашничке реке.
Јелашничка река је једна од значајнијих водотокова Суве планине који се улива у Нишаву.

## Климатске карактеристике
Јелашничка клисура се одликује умерено—континенталном климом. Средња годишња температура ваздуха у Јелашничка клисури је 11,2 °C, са највишом просечном температуру ваздуха у јулу (21,6 °C), и најнижом у фебруару (0,8 °C). Јесен је топлија од пролећа, са доста сунчаних дана и мало падавина.
Број дана у години са температуром ваздуха изнад 5 °C је 260., а велики је и број дана са температуром ваздуха изнад 10 °C (и до 210 дана са температуром изнад 10 °C, у периоду између средине априла и средине октобра). Од средине маја до почетка октобра и до 140 дана годишње има температуру ваздуха изнад 15 °C. Температура ваздуха изнад 20 °C јавља се (од јуна до септембра) у 110 дана годишње, па су тада услови боравка у Јелашничкој клисури најповољнији.
| Средње температуре годишњих доба у Нишкој котлини (1950—2009) |         |          |          |          |
| Годишње доба                                                  | Зима    | Пролеће  | Лето     | Јесен    |
| Средња температура                                            | 1.53 °C | 11.87 °C | 21.37 °C | 12.07 °C |

На простору Општине Нишка Бања, којој припада и Јелашничка клисура, годишње падне 500 до 600 mm атмосферског талога. Највише падавина има у мају, а најмање у септембру. Број дана са кишом од 0,1 mm у години је 140, а број кишних дана са падавинама од једног литра на квадратни метар (1 mm) је 80. Девет до дванаест пута годишње јављају се јаки пљускови (10 mm), првенствено у летњим месецима. Подаци посматрања кретање средње месечне висине падавина у милиметрима између 1952. и 1972. године изгледају овако:
| Средња висина падавина у Општини Нишка бања (1952—1972) |    |    |     |    |    |    |     |      |    |    |    |     |         |
| Месеци                                                  | I  | II | III | IV | V  | VI | VII | VIII | IX | X  | XI | XII | годишње |
| Количина                                                | 49 | 46 | 41  | 47 | 72 | 70 | 39  | 38   | 29 | 51 | 64 | 48  | 549     |

Највећа количина падавина потиче од кише. Снега који је најобилнији у јануару и фебруару, задржава се просечно до 50 дана, а максимална висина не прелази 26 cm.
Релативна влажност највећа је у најкишовитијим месецима. Најмања је у јулу (65%) а највећа у јануару (81%). Малом релативном влажношћу одликују се и остали месеци, што је од значаја за годишњи ток облачности, као и за дужину и интензитет сунчаног зрачења.
Јелашничка клисура има годишње више од 2000 сати са сунцем, и то највише у јулу и августу, а најмање у децембру и јануару. Велики број дана је без ветрова, или са тишинама, које чине 45% целокупног времена. Од ветрова нешто већу учесталост имају северозападни и источни. Али они не утичу битно на промену времена у клисури.

## Минералне сировине
Минерално и рудно и богатство у Парку природе Јелашничке клисуре, осим у кречњаку и угљу је релативно скромно. Кречњаци чине основну масу Јелашничке клисуре, а целокупно подручје Парка природе спада у јединствену крашку област Суве планине, која захвата највеће кречњачке површине у кречњачким пределима источне Србије.
Кречњак, захвата велике, непрекидне површине, кањонског дела клисуре, а показују се највише као масивни и танкослојни кречњак са високим (>90%) садржајем CaCO3. Богатство у кречњаку својевремено је мотивисало становнике многих села да се баве производњом креча и грађевинског камена, али од када је Јелашничка клисура проглашена Парком природе  категорије заштите, експлоатација кречњака и грађевинског камена је обустављена.
Појаве угља откривена у Јелашничком угљеном басену, у околини насеља Јелашница и Јелашничке клисуре, указују да је за време трајања неогеног језера ово подручје као и цела Сува планина било под шумским биоценозама. Угаљ је у класи квалитетних мрких угљева нижег степена карбонизације, са топлотним учинком 15.480-17.573 kJ.
На подручју Јелашничке клисуре нема активних рудника. Једини рудник који је постојао на овом простору био је рудник угља, који је у селу Јелашница, радио од 1885. до 1963, и средином педесетих година 20. века производио од 80.000 до 90.000 тона квалитетног мрког угља годишње, затворен је за експлоатацију због неповољног положаја рудника са јамским копом на тржишту.
| „ | У ревиру Стара Јелашница који је експлоатисан од 1902. до 1968. године, остало је 353.780 тона резерви А и Б категорије (експлоатационе резерве). Ревир Ветерник је недовољно истражен и претпоставка је да се додатним истраживањима може обезбедити од 2 до 2,8 милиона тона билансних резерви квалитетног угља. | ” |

## Флора и фауна
Хетерогеност и очуваност природних лепота и њене флоре и фауна чини Јелашничку клисуру веома специфичном. Заједно са Сићевачком клисуром која је од ње удаљена, североисточно око 3 km, она представља значајан рефугијални простор.

### Флора
Флору Јелашничке клисуре чини 39 мезијских, 20 балканских и 6 илирских ендема и субендема.
Посебно се истичу две терцијарне балканске врсте Наталијина рамонда (Ramonda nathaliae) и српска рамонда (Ramonda serbica). Само у Јелашничкој и Сићевачкој клисури је успостављена зона контакта између ове две ендемско—реликтне врсте које на овом простору граде „глобално значајну заједницу Ramondetum nathaliae-serbicae“. Станишта ових биљака су пукотине у кречњачким, северно експонираним стенама Јелашничке клисуре, најчешће у зони заштите шумском вегетацијом, на надморским висинама од 150 до 300 m. Ramonda serbica са другим биљкама на овом простору образује реликтне хазмофитске заједнице од којих су најзначајније Ceterachi-Ramondaetum serbicae и већи број заједница типа Musco-Ramondaetum serbicae. Такође на стаништима где се српска рамонда преклапа са Наталијином рамондом, у зонама симпатрије, образује субасоцијацију Ceterachi-Ramondaetum serbicae ramondetosum nathaliae.
Сем српских рамондија (Ramonda nathaliae) и (Ramonda serbica) у Јелашничкој клисури се посебно истичу; кадуља (Salvia officinalis), јеремичак (Daphne laureola), српска вијошница (Parietaria serbica), хибридна купина (Rubus corifolius), Адамијев сафран (Crocus adami), дивља крушка (Pirus nivalis).
- Део терцијерне реликтне флоре на простору Парка природе „Јелашничка клисура“
- Наталија рамонда (Ramonda nathaliae)
- Српска рамонда (Ramonda serbica)
- Жалфија, кадуља (Salvia officinalis)

### Фауна
Сисари
Крчење шума у 19. веку један је од узрока који је утицао на измену фауне
овог краја. Медвед је нестао у другој половини 19. века. Зечеви су у све мањем
броју, због различитих хемијских загађења а и стално су на мети ловаца. Лисица има на
Рудинама и Седлинама. Вукови и дивље свиње су ретки, има их само ако се спусте из суседних атара. У Седлинама и Трстенику ретко се могу видети срне. Од остале фауне наводе се јазавци (две врсте), јежеви, ласице, творови, пухови, веверице.
Птице
За Јелашничку клисуру у литератури се наводи 11 врста птица које се сматрају веома угроженим у Србији. Од птица, заступљене су: сенице, врапци, штиглице, дроздови, гаврани, чавке,сојке, косови, а од грабљивица:јастреб, краткопрсти кобац, сури орао и сова буљина (у малом броју). Затупљене су још и: шумске шеве, горска ласта,
голуб дупљаш, врабац покућар и друге.
- Део најзначајнијих птица на простору Парка природе „Јелашничка клисура“
- Сури орао
(Aquila chrysaetos)
- Сиви соко
(Falco peregrinus)

Лептири
У Јелашничкој клисури је утврђено и 112 врста дневних лептира, што је сврстава међу лептирима најбогатије речне долине у Србији. Ако искључимо њихове природне непријатеље - птице, пчеле и друге инсекте, на простору Јелашничке клисуре лептири су угрожена због употребе пестицида у околним селима. Због своје лепоте, јако је привлачан и зато спада међу најугроженије лептире клисуре Ластин репак, за који колекционари плаћају велике количине новца за уловљене примерке.
- Дневни лептири заступљени на простору Парка природе „Јелашничка клисура“
- Лептир купусар
(Pieris rapae)
- Обичан ластин репак
(Papilio machaon)
- Шафрановац
(Colias croceus)
- Жиличасти купусар
(Pieris napi)

Гмизавци
Од гмизаваца треба поменути шумску корњачу (Testudo hermanni), која своје станиште има на источној страни клисуре на потезу према Куновици.
Змије су заступљене са смуком (Zamenis longissima), поском (Vipera ammodytes), шарком (Vipera berus) и у водотоковима Јелашничке реке и њених притока белоушком (Natrix natrix).
- Змије заступљене на простору Парка природе „Јелашничка клисура“
- Шарка
(Vipera berus)
- Поскок
(Vipera ammodytes)
- Белоушка
(Natrix natrix)
- Смук
(Zamenis longissima)

Ихтиофауна
Јелашничка река је раније биле богатије ихтиофауном. Најбројније су биле кркуше, а од излаза реке из Јелашнице до ушћа било је беовица и кленова. Такође су и ракови били заступљени у великом броју. Како је на ушћу Куноваче у Јелашничку реку својевремено постојала кожара, реке су загађиване киселином па је тако страдао и живи свет
река. Рад кожаре је данас забрањен, али и дање постоје бројни други загађиви.

## Туризам
И поред тога што је Јелашнича клисура има изузетно добру локацију, због близине Нишке Бање и Ниша, за све љубитеље нетакнуте природе, сликарства, алпинизма, планинарења, постојећа туристичка и рекреативна понуда није довољно развијена и афирмисана.
Туристичка понуда примарно се ослања на туристичко-рекреативни, ђачки туризам, културно привредне и туристичке манифестације, излетнички туризам, спортско-рекреативни туризам (планинарење, алпинизам. Културно-историјске вредности Јелашничке клисуре само су делимично укључене у туристичку понуду.

### Туристички мотиви
Туристички мотиви, који представљају добру основу туристичке атрактивности, на ширем простору Јелашничке клисуре су пре свега:
Повољан географско-саобраћајни положај
Јелашничка клисура има повољан географско-саобраћајни положај у односу на:
- Главне друмске, међународне транзитне, туристичке праваце и саобраћајне коридоре Србије (посебно Е-75 и Е-80), као и нову саобраћајницу-ауто-пут Е-80, у изградњи, која ће бити за 3 km ближа Јелашничкој клисури од постојеће Кроз сићевачку клисуру.
- Нишки међународни аеродром „Константин Велики“, од кога је удаљена 15 km
- Веће градове (посебно Ниш као центар од међународног значаја, Пирот као центар од националног значаја и др.) и Нишку Бању као центар од националног и потенцијално међународног значаја.

Природне вредности
Специјални резерват природе Јелашничка клисура поседује природне и створене вредности разноврсних екосистема и високо естетски предеони лик који краси разуђени рељеф и добро очуванипејсаж. Биодиверзитет, са аутохтоним биосистемима, богатство разноврсне флоре и фауне и природне вредности незагађене Јелашничке реке, су такође велике природне вредности Јелашничке клисуре.
Споменичко наслеђе
Једним делом у Јелашничкој клисури, а већим делом у околним селима присутни су видни трагови праисторијских, античких и римских остатака и бројне културно-историјске и етнолошке вредности објеката. На основу спроведених истраживања констатовати да је ово подручје било насељено у доњем палеолиту (Мала Баланица), прелазу из доњег у средњи палеолит (Мала и Велика Баланица), раном и касном средњем палеолиту (Пештурина слојеви 4 и 3; Меча дупка, Голема дупка) и горњем палеолиту (Велика Врановица – Доња пећина, Пештурина слој 2, Пећина код стене). Празнина постоји само када је у питању рана фаза горњег палеолита, будући да у југоисточној Србији до сада нису констатована орињасијенска налазишта. Док многа археолошка ископавања доказују постојање рударског насеља у доба неолита.
У клисури се налазе и остаци цркве Светог Илије и Светог Архангела Михаила.
Село Јелашница, од којег почиње клисура и по коме је добила назив, датира из 1498. године.
Излетничко-рекреативне вредности
За развој излетничког и рекреативног туризма у Јелашничкој клисури постоје разноврсне естетске вредности, које у великој мери карактерише обиље лековитих и других биљних врста, шумски плодова и куриозитетна морфолошка орнаментика. То све клисуру чини посебно атрактивном и погодном, у летњој половини године, за спорт и рекреацију, краће излете планинарење и алпинизам.
Јелашница клисура је прво пењалиште у Србији посвећено само спортском пењању, са 58 смерова, од којих су 54 попета и 4 пројекта, тежине V+ до X/IX+ и висине 6,5 до 70 m. Од првих смерова, насталих 1994. године па све до данас, сви су попети и опремљени у духу спортског пењања.
Због микроклиме и оријентације стена, у Јелашничкој клисури најбоље је време за пењање пролеће и јесен, с обзиром на изузетну хладноћу зими и топлоту лети.
На ширем простору Јелашничке клисуре постоје и могућности за сеоски, еколошки и туризам специјалних интересовања (панорамски путеви, пешачке и бициклистичке стазе, лов и риболов и др) по узору на савремене туристичке трендове и стандарде примерене специјалном резервату природе.